# Palestrina Glacier
Palestrina Glacier är en glaciär i Antarktis. Den ligger i Västantarktis. Argentina, Chile och Storbritannien gör anspråk på området. Palestrina Glacier ligger 692 meter över havet.
Terrängen runt Palestrina Glacier är huvudsakligen kuperad, men den allra närmaste omgivningen är platt. Trakten är obefolkad. Det finns inga samhällen i närheten. 